# ۵۰۱ کوئین
۵۰۱ کوئین (انگلیسی: 501 Queen) (۳۰۱ کوئین در طول دوره‌های شبانه) یک مسیر تراموا از شرق به غرب سیستم تراموای تورنتو در انتاریو، کانادا است که توسط کمیسیون حمل و نقل تورنتو (TTC) اداره می‌شود. با ۲۴٫۸ کیلومتر (۱۵٫۴ مایل) طول، یکی از طولانی‌ترین مسیرهای سطحی است که توسط TTC اداره می‌شود، طولانی‌ترین مسیر تراموا در کانادا و یکی از طولانی‌ترین مسیرهای تراموا در جهان است.